# Георг II фон Хелфенщайн
Георг II фон Хелфенщайн (на немски: Georg II von Helfenstein; Georg II. Graf von Helfenstein-Wiesensteig, Freiherr von und zu Gundelfingen; * 7 ноември 1518, Бамберг; † 17 ноември 1573, Нойфра, днес част от Ридлинген) е граф на Хелфенщайн-Веленхайм-Визенщайг, фрайхер на Гунделфинген, държавник, императорски полковник.

## Биография
Той е син на граф Улрих X фон Хелфенщайн (1486 – 1548) и съпругата му графиня Катарина фон Валдбург-Зоненберг (1495 – 1563), дъщеря на граф Йохан фон Валдбург-Зоненберг-Волфег († 1510) и графиня Йохана фон Залм († 1510). Брат е на Себастиан фон Хелфенщайн (1521 – 1564), граф на Хелфенщайн-Веленхайм-Визенщайг, и на Улрих XI фон Хелфенщайн-Визенщайг (1524 – 1570), граф на Хелфенщайн-Визенщайг.
През 1542 г. Георг е хауптман през първата австрийска война против турците в Унгария (1526 – 1568) и през 1544 г. против Франция. След две години той е полковник-лейтенант в Шмалкалдийската война. През 1547 г. е съдия и президент на имперския камерен съд в Шпайер.
През 1551 г. крал Фердинанд го прави представител в Трансилвания, от 1553 г. главен фогт в Елзас. През 1557 г. Георг II участва като кралски комисар в Райхстага в Регенсбург и след това е командир на войска в Рааб. През 1558 г. той е щатхалтер на Горна Австрия, а от 1559 е дворцов майстер в двора на император Фердинанд, за когото има дипломатически задачи в Англия и при папата.
Между 1569 и 1573 г. с 202 крепостници той построява пред своя дворец Висящите градини на Нойфра, които са реставрирани през 1988 г.
Умира на 17 ноември 1573 г. на 55 години в Нойфра и е погребан там.

## Фамилия
Първи брак: на 4 май 1536 г. в Бамберг с Мари де Бонард Даме де Гомигниес, наследничка на Гунделфинген († сл. 12 февруари 1565), дъщеря на Клод де Бонард, господар на Гомигние († 1521) и Йохана фон дер Марк (1494 – 1565). Те имат шест деца:
- Стефан фон Хелфенщайн-Гунделфинген (умира млад)
- Швайкхард фон Хелфенщайн (* 26 юни 1539; † 23 октомври 1599/1591), граф на Хелфенщайн, фрайхер на Гунделфинген, писател, публицист, женен през февруари 1561 г. за Мария фон Хоенцолерн-Зигмаринген (* 28 август 1544; † 13 декември 1611),
- Йохана Барбара фон Хелфенщайн-Гунделфинген (* 1540; † 1572), омъжена на 9 май 1568 г. за Фридрих фон Валдбург (* 4 август 1546; † 22 февруари 1570)
- Катарина фон Хелфенщайн-Гунделфинген (умира млада)
- Кристоф фон Хелфенщайн-Гунделфинген (умира млад)
- Лудвиг фон Хелфенщайн-Гунделфинген (умира млад)

Втори брак: пр. 13 октомври 1567 г. в Мескирх с Аполония фон Цимерн-Мескирх (* 1547; † 31 юли 1604), дъщеря на граф Фробен Кристоф фон Цимерн (1519 – 1566) и Кунигунда фон Еберщайн (1528 – 1575). Те имат двама сина:
- Георг III фон Хелфенщайн-Гунделфинген (* 1571; † сл. 29 март 1607)
- Фробен Кристоф фон Хелфенщайн-Гунделфинген (* 1573; † 4 декември 1622, Ензисхайм), женен на 1 ноември 1603 г. за графиня Мария фон Хелфенщайн-Визенщайг (* 26 март 1586; † 27 септември 1634, Констанц), дъщеря на граф Рудолф II фон Хелфенщайн-Визенщайг